# Michał Batory
Michał Batory (ur. 25 sierpnia 1959 w Łodzi) – polski grafik-plakacista, od 1987 mieszkający w Paryżu.

## Życie i twórczość
Absolwent Akademii Sztuk Pięknych w Łodzi, będący jednym z najbardziej cenionych plakacistów na świecie – jego prace były prezentowane w wielu galeriach na całym świecie, między innymi w Les Arts Décoratifs w Luwrze. Artysta przez lata swojej działalności zebrał liczne nagrody i wyróżnienia, m.in. Nagrodę Publiczności na Festiwalu Plakatu w Chaumont za plakat La Femme sur le lit (1996), I nagrodę na Międzynarodowym Festiwalu Plakatu w Chaumont za plakat Power Book (2004) czy też nagrodę na Międzynarodowym Biennale Plakatu w Meksyku za plakat do książki Paulo Coelho „Zwycięzca jest sam” (2010).
Współpracuje z Operą Nova w Bydgoszczy, dla której przygotował plakaty m.in. do takich spektakli jak: Sen nocy letniej (balet do muzyki Felixa Mendelssohna-Bartholdy'ego), Księżniczka czardasza (operetka Emmericha Kálmána), Cyganeria (opera Giacomo Pucciniego), La Gioconda (opera Amilcare Ponchiellego) czy Baron cygański (operetka Johanna Straussa); z Muzeum Łazienki Królewskie w Warszawie, dla których zaprojektował nowe logo. Jest również kuratorem Galerii Plenerowej - wystawy plakatów na płocie Łazienek Królewskich.
Prace Michała Batorego są w Polsce szerzej znane dzięki książkom wydawnictwa Drzewo Babel, z którym współpracuje od 1995 roku.